# Крапивные
Крапи́вные, или Крапивовые (лат. Urticaceae) — семейство цветковых растений с преобладанием травянистых жизненных форм, включающее в себя около 60 родов и 1000 видов, распространённых преимущественно в тропиках. Наиболее известными представителями являются крапивы, обладающие чрезвычайно сильными жалящими свойствами лапортеи, а также распространённые в комнатной культуре пилеи и солейролии.

## Вегетативные органы
Однолетние или многолетние травы, реже полукустарники или кустарники, лианы и очень редко деревья. Листья, как правило, простые, с тремя жилками в основании, обычно зубчатые, с обилием цистолитов — беловатых образований точечной, палочковидной, овальной, серповидной, либо булавовидной, звёздчатой или V-образной формы, пропитанных карбонатом кальция; их форма служит хорошим классификационным признаком. Листорасположение у примитивных форм накрест супротивное, у более продвинутых — двурядно-очередное в связи с редукцией одного листа в каждой паре супротивных листьев. Часто этот лист не пропадает полностью, в таком случае наблюдается характерная для семейства анизофиллия.

## Генеративные органы
Эволюция в семействе шла по пути упрощения строения органов размножения и редукции их частей, связанного с ветроопылением. Соцветия обычно однополые, разнообразные по форме: головчатые, метельчатые, сережковидные. До начала опыления нити тычинок плотно свернуты, их резкое распрямление приводит к выбросу пыльцы. Плоды обычно мелкие, сухие (ореховидные), но у некоторых — типы плодов мясистые, ягодовидные. У лапортеи шелковицевой (Laportea moroides) — похожие на плоды малины. Плодоношение обильное, у некоторых (эластостема (Elastostema)) широко распространён апомиксис. Распространение семян, как правило, зоохорное. У некоторых пилей и эластостем распространено катапультирование семян на расстояние до 100 м. Часто размножение вегетативное, у травянистых суккулентов оно преобладает.
Формула цветка: {\displaystyle \ast P_{4-5}\;A_{4-5}\;G_{0}}; {\displaystyle \ast P_{4-5}\;A_{0}\;G_{({\underline {1}})}}.

## Систематическое положение
Согласно систематике APG II, основанной на генетических исследованиях, семейство принадлежит порядку розоцветных (Rosales).
В традиционной систематике семейство имеет собственный порядок — крапивоцветные (Urticales):
- Отдел цветковые (Покрытосемянные) растения (Magnoliophyta, Angiospermophyta)
  - Класс двудольные (Magnoliopsida, Dicotyledones)
    - Подкласс гамамелиды (Hamamelididae)
      - Порядок крапивоцветные (Urticales)
        - Семейство ильмовые (Ulmaceae)
        - Семейство тутовые (Moraceae)
        - Семейство коноплевые (Cannabaceae)
        - Семейство цекропиевые (Cecropiaceae)
        - Семейство крапивные (Urticaceae)

## Классификация и представители
В семействе выделяют несколько триб.

### Трибакрапивные(Urticeae)
Наиболее хорошо известные представители семейства. Ожоги, наносимые тропическими представителями трибы, особенно лапортеями, могут даже привести к обмороку, летальному исходу, чувствуются в течение многих месяцев. Впрочем, несмотря на это, лапортеи беззащитны против крупного рогатого скота, а урера ягодоносная (Urera baccata) даже развивает множество колючек.
Представители: крапива (Urtica), лапортея (Laportea), жирардения (Girardinia), урера (Urera), Пеллиония (Pellionia), Пилея (Pilaea), Элатостема (Elatostema).

### Трибапрокрисовые(Procrideae)
Самая крупная триба в семействе, включает более 700 видов травянистых, редко — суккулентных растений, обитающих обычно под пологом влажных тропических лесов Юго-Восточной Азии, во влажных местообитаниях, близ ручьёв, в расщелинах скал и ущельях.
Представители: эластосома (Elastosoma).

### Трибабёмериевые(Boehmerieae)
Пантропическая триба, объединяющая 16 родов и около 250 видов травянистых растений с крупными зубчатыми, расположенными накрест супротивно, листьями. Соцветия развиваются в пазухах листа. В трибе встречается много прядильных растений с очень длинными волокнами.
Представители: Бомерия (Boehmeria), пиптурус (Pipturus), маутия (Maoutia), пузользия (Pouzolzia), лейкосике (Leucosyke).

### Трибафорскаолеевые(Forsskaoleae)
Самая архаичная и интересная с эволюционной точки зрения группа крапивных, очень специализированная. Анализ ареалов говорит о том, что все три рода существуют уже как минимум 75 млн лет, и входили в меловую субтропическую флору берегов и островов древнего моря Тетис.
Представители: австралина (Australina), другетия (Drougetia), форскаолея (Forsskaolea).

### Трибапостенницевые(Parietarieae)
Небольшая (5 родов и около 30 видов) группа, наиболее продвинутая в семействе, включает травянистые и кустарниковые растения с цельнокрайными, преимущественно очередными листьями. Среди постенниц много пионерных растений и сорняков. Распространение — Южная Европа, Средиземноморье, Закавказье.
Представители: постенница (Parietaria), геснуиния (Gesnouinia), гемистилис (Hemistylis), русселия (Russelia), солейролия (Soleirolia).

## Роды
Подтвержденные роды по данным сайта POWO на 2022 год:

| - Archiboehmeria C.J.Chen - Astrothalamus C.B.Rob. - Australina Gaudich. - Boehmeria Jacq. – Рами - Capsulea Yong Wang - Cecropia Loefl. – Цекропия - Chamabainia Wight - Coussapoa Aubl. - Cypholophus Wedd. - Debregeasia Gaudich. - Dendrocnide Miq. - Didymodoxa E.Mey. ex Wedd. - Discocnide Chew - Droguetia Gaudich. - Elatostema J.R.Forst. & G.Forst. - Elatostematoides C.B.Rob. - Forsskaolea L. - Gesnouinia Gaudich. - Gibbsia Rendle - Girardinia Gaudich. - Gonostegia Turcz. - Gyrotaenia Griseb. - Haroldiella J.Florence - Hemistylus Benth. - Hesperocnide Torr. - Laportea Gaudich. - Lecanthus Wedd. - Leucosyke Zoll. & Moritzi - Maoutia Wedd. - Metapilea W.T.Wang | - Metatrophis F.Br. - Musanga C.Sm. ex R.Br. - Myrianthus P.Beauv. - Myriocarpa Benth. - Nanocnide Blume - Neodistemon Babu & A.N.Henry - Neraudia Gaudich. - Nothocnide Blume - Obetia Gaudich. - Oreocnide Miq. - Parietaria L. – Постенница - Parsana Parsa & Maleki - Pellionia Gaudich. – Пеллиония - Petelotiella Gagnep. - Phenax Wedd. - Pilea Lindl. – Пилея - Pipturus Wedd. - Poikilospermum Zipp. ex Miq. - Pourouma Aubl. – Пурума - Pouzolzia Gaudich. - Procris Comm. ex Juss. - Rousselia Gaudich. - Sarcochlamys Gaudich. - Scepocarpus Wedd. - Soleirolia Gaudich. - Touchardia Gaudich. - Urera Gaudich. - Urtica L. – Крапива - Zhengyia T.Deng, D.G.Zhang & H.Sun |